# (44530) Horáková
(44530) Horáková ist ein Asteroid des mittleren Hauptgürtels, der am 25. Dezember 1998 von dem tschechischen Astronomenehepaar Jana Tichá und Miloš Tichý am Kleť-Observatorium (IAU-Code 046) bei Český Krumlov entdeckt wurde. Eine unbestätigte Sichtung des Asteroiden hatte es vorher schon am Kleť-Observatorium am 21. und 24. Juli 1985 unter der vorläufigen Bezeichnung 1985 ON gegeben.
Der Asteroid gehört zur Eunomia-Familie, einer nach (15) Eunomia benannten Gruppe, zu der vermutlich fünf Prozent der Asteroiden des Hauptgürtels gehören. Die zeitlosen (nichtoskulierenden) Bahnelemente von (44530) Horáková sind fast identisch mit denjenigen des kleineren, wenn man von der Absoluten Helligkeit von 16,6 gegenüber 13,0 ausgeht, Asteroiden (283349) 1999 VG55.
Eine Darstellung der Lichtkurve von (44530) Horáková wurde am 17. September 2010 von René Roy an der Sternwarte Genf in Zusammenarbeit mit Pere Antoni Salom und Mateu Esteban vom Observatorium in Caimari (Mallorca) versucht. Es konnten jedoch keine verwertbaren Daten gewonnen werden, da die Daten entweder auf einen sich sehr langsam drehenden Asteroiden hindeuteten und im beobachteten Zeitraum keine komplette Umdrehung oder der Asteroid nicht komplett und ohne Störung beobachtet werden konnte.
(44530) Horáková wurde am 26. Juli 2010 nach der tschechoslowakischen Widerstandskämpferin und Frauenrechtlerin Milada Horáková benannt.